# 巴基斯坦海军
巴基斯坦海军，为巴基斯坦军事力量的海上军种。巴基斯坦海军创建于1947年巴基斯坦独立之后。主要任务是保护巴基斯坦领海、港口、渔业、航线的安全。海军节设于每年的9月8日，以纪念1965年印巴战争。

## 组织结构
巴基斯坦海军有8个战地司令部，分别为卡拉奇司令部 (COMKAR) 、巴基斯坦舰队司令部 (COMPAK)、北方司令部 (COMNOR) 、海岸司令部 (COMCOAST)、后勤司令部、海上训练舰队司令部(FOST)、西部司令部(COMWEST )、海军航空兵司令部 (COMNAV)。

## 海军舰艇
目前艦隊主要擁有：4艘圖赫里勒級巡防艦、1艘派里级巡防艦、4艘佐勒菲卡爾級巡防艦、2艘雅馬哈級護衛艦、4艘阿茲馬特級護衛艦和5艘奧古斯塔級潛艇。目前有4艘巴布尔级護衛艦、1艘雅馬哈級護衛艦和8艘漢果級潛艇订单等待交付，還計劃訂購4艘真納級巡防艦。

## 海军航空兵
巴基斯坦海军航空兵拥有幻象V、P-3C、福克F27、ATR 72、海王、直-9等机型。

## 图集

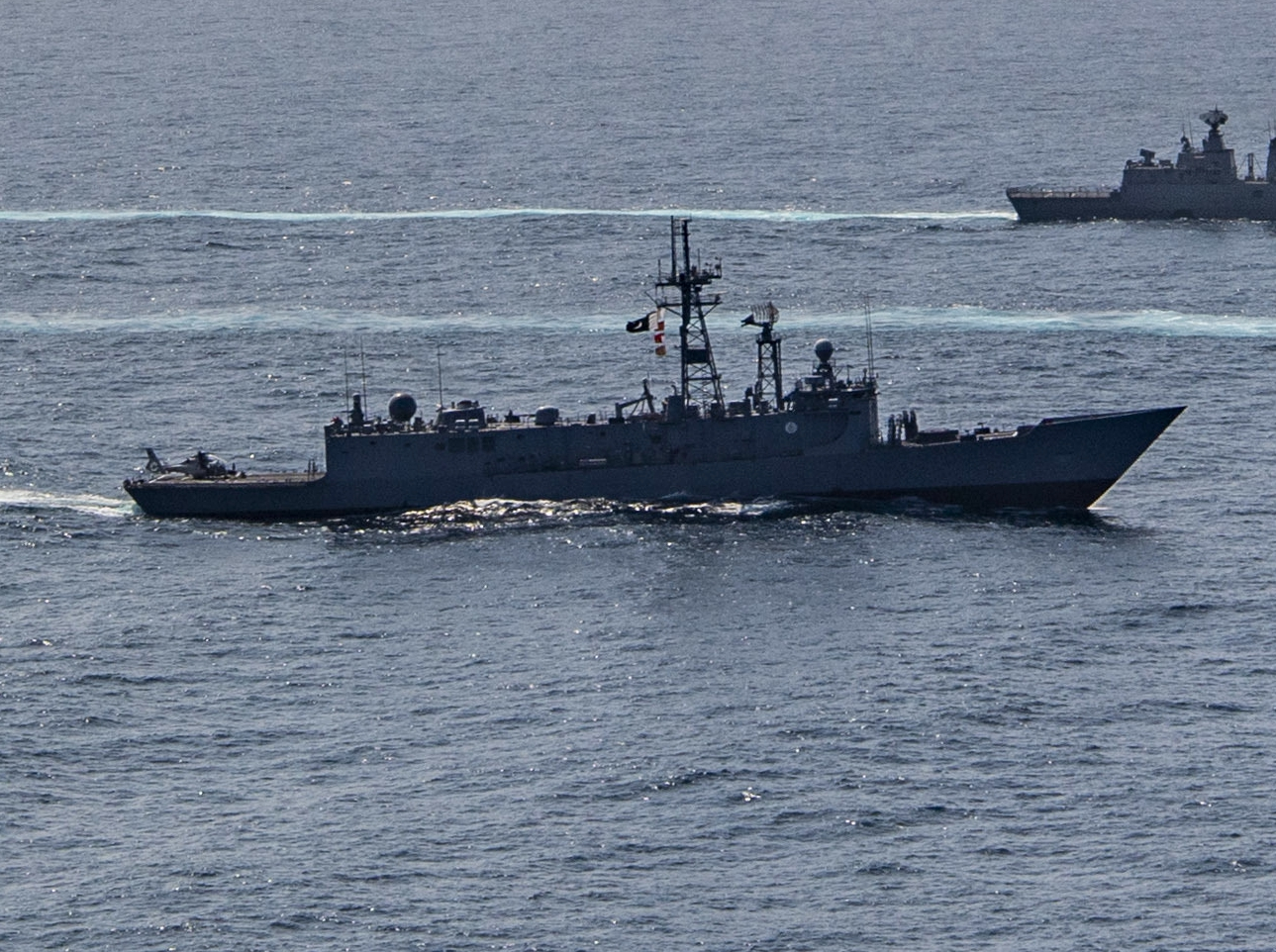
阿拉姆吉爾號巡防艦（英语：PNS Alamgir (F260)）
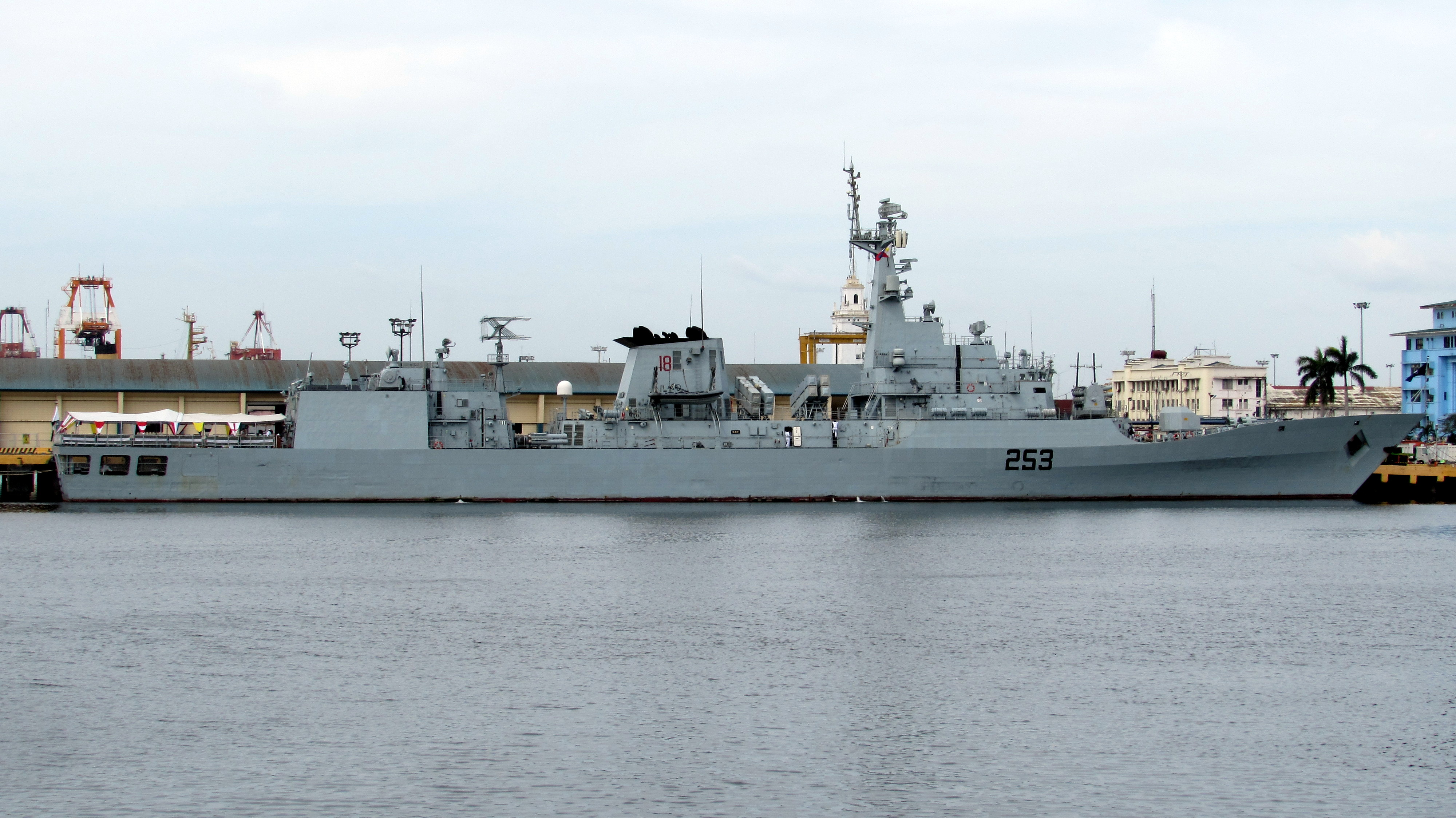
佐勒菲卡爾級巡防艦
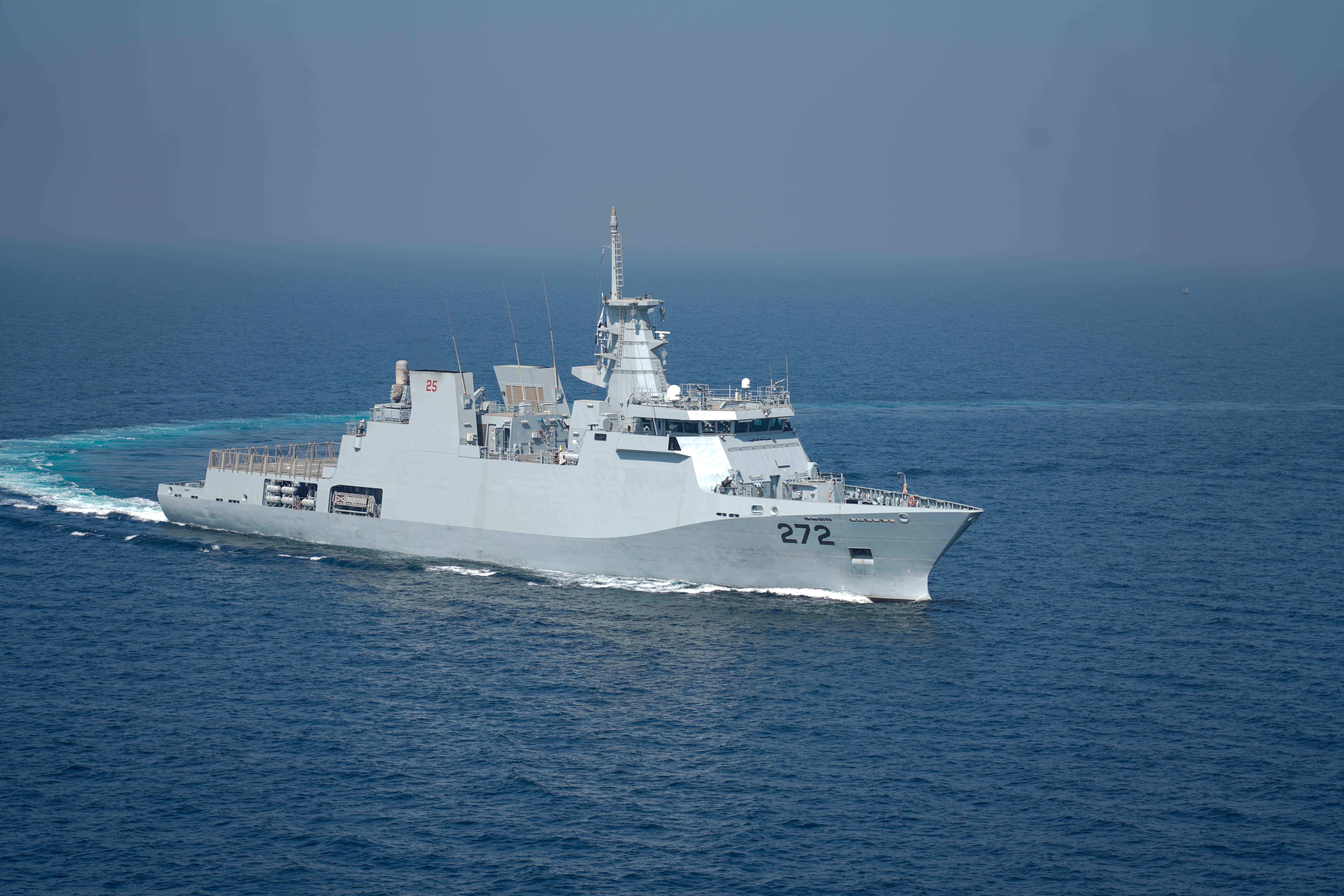
雅馬哈級護衛艦
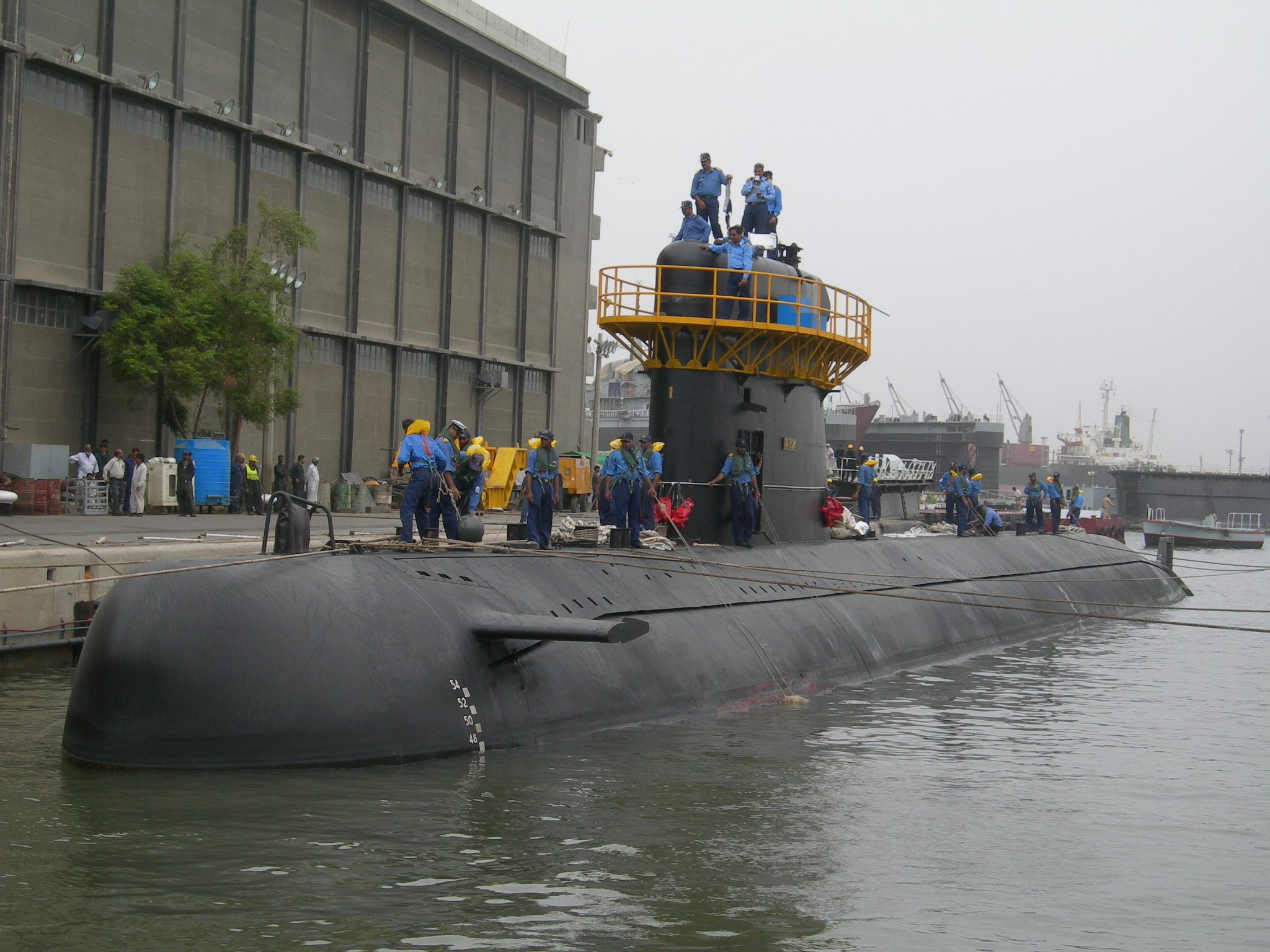
奧古斯塔級潛艇
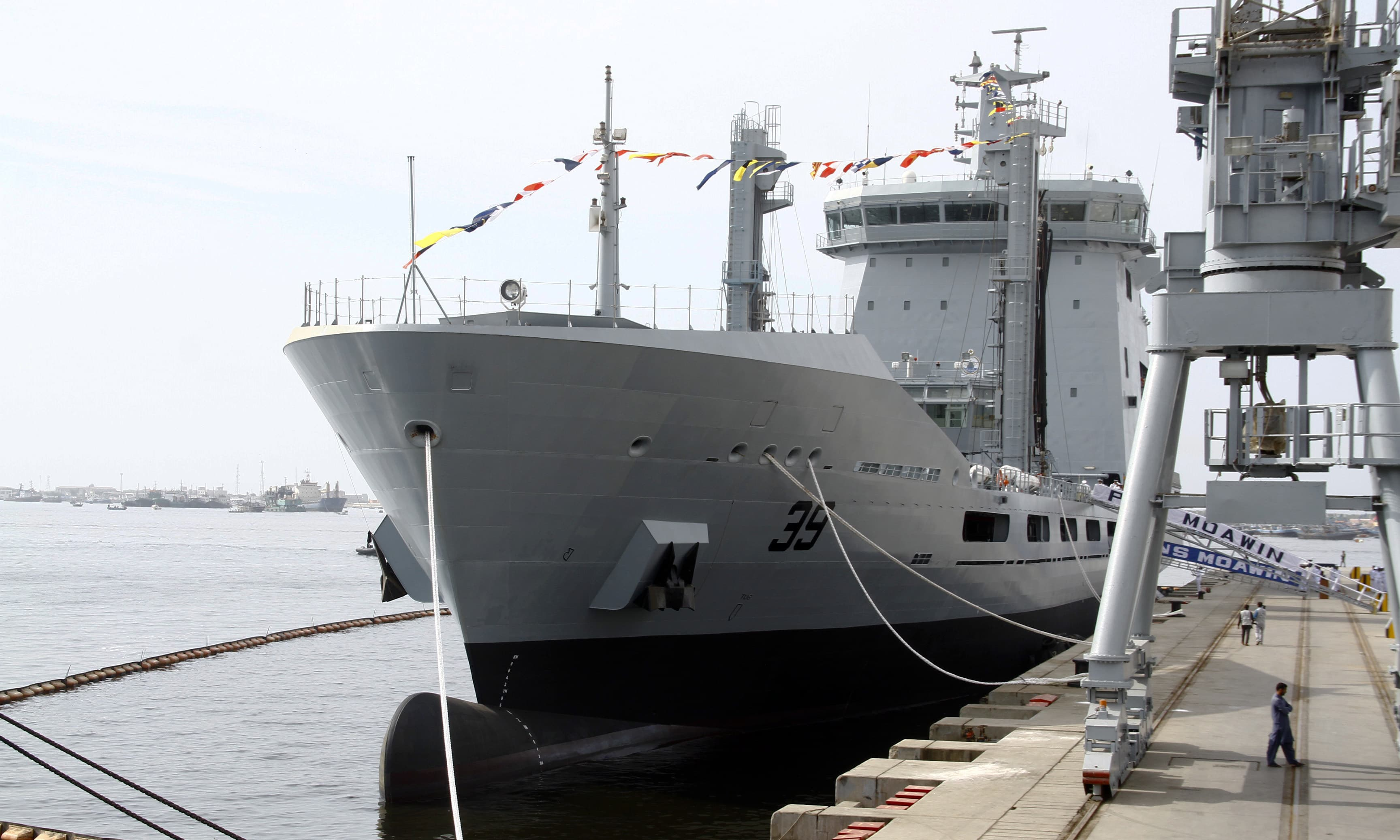
莫阿溫號補給艦
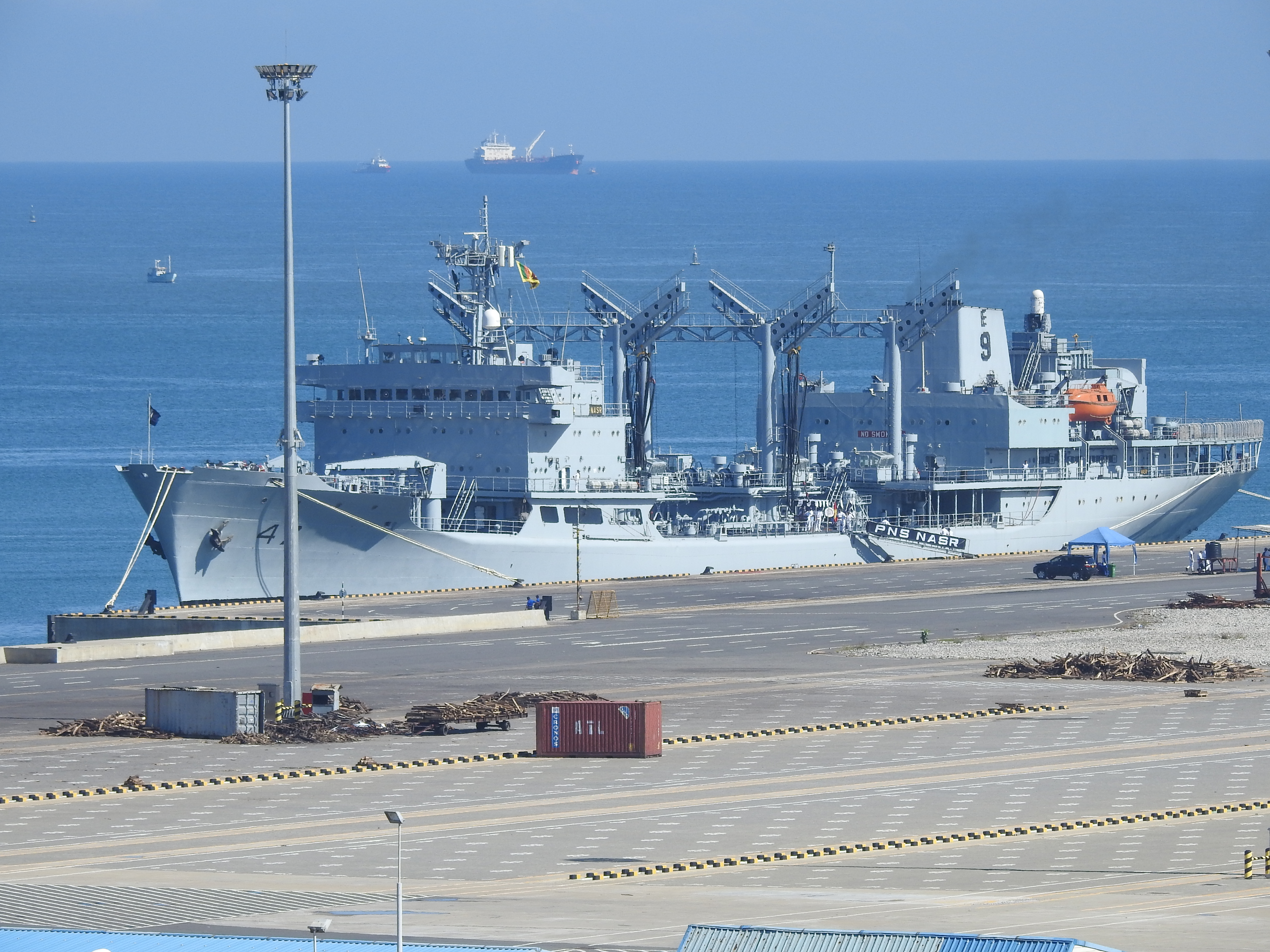
納斯爾號補給艦
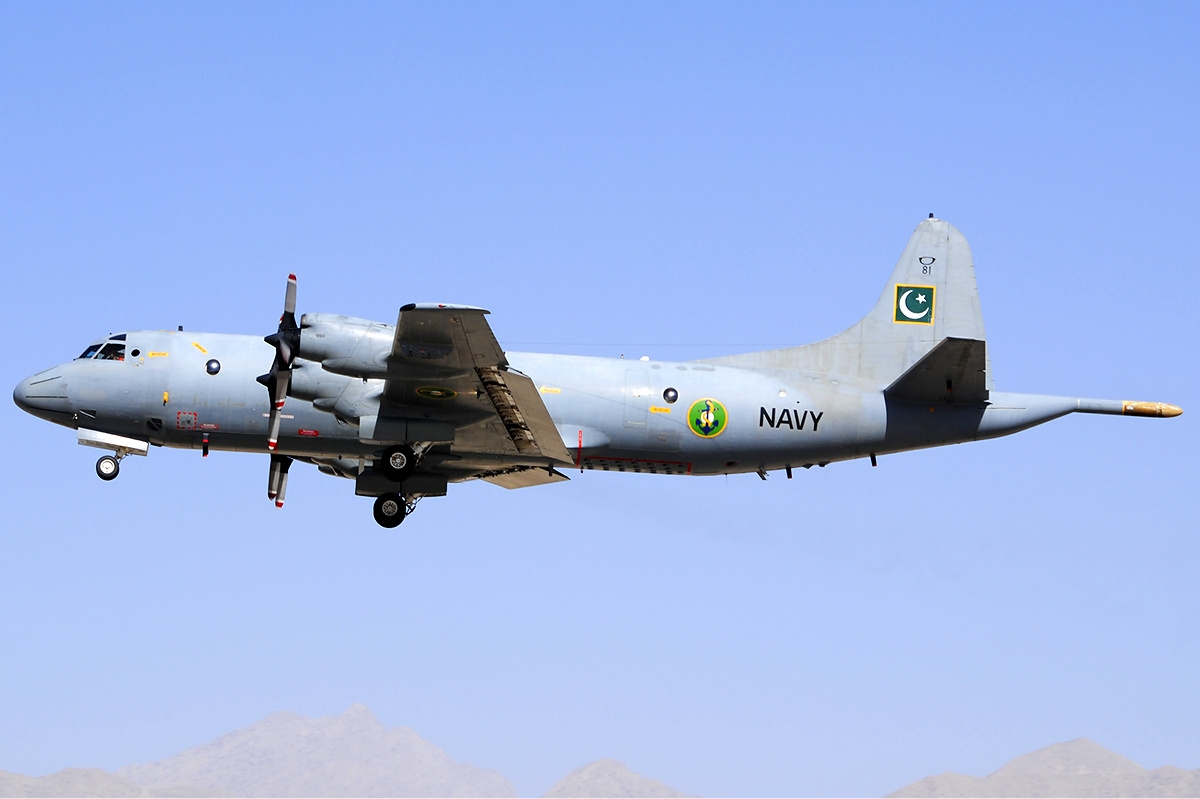
P-3C海上巡逻机
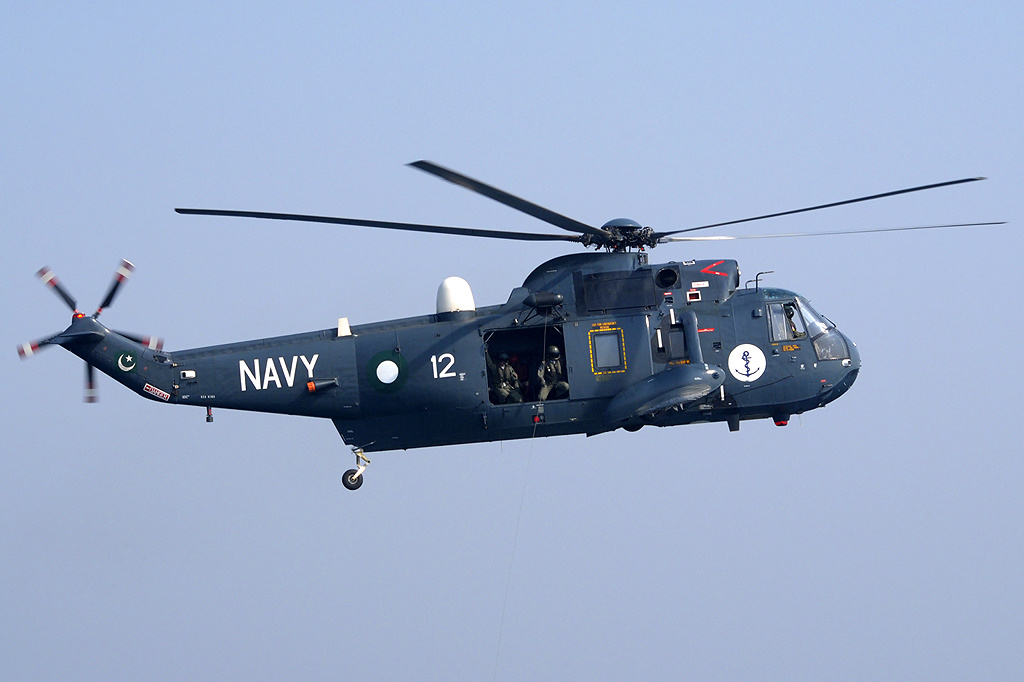
海王直升机